# Palacio del Marqués de Villamar
El Palacio del Marqués de Villamar fue un palacio en la ciudad de Zamora (España) que se encontraba en la rúa de los Notarios (frente a la Puerta de San Ildefonso). Fue Mayorazgo de los Gómez Rodríguez de Ledesma. Fue derribado en 1890 por estado ruinoso. La portada al Palacio era de medio punto en esquina. Fue arrendado hasta la fecha como cuartel de la Guardia Civil. Parte de los elementos decorativos de la fachada se colocaron en la portada del edificio que se reedificó posteriormente: "Monasterio de la Purísima Concepción" (rúa de los Notarios n.º 32).